# Futbol a Trinitat i Tobago
El futbol és l'esport més popular a Trinitat i Tobago, juntament amb el criquet. És organitzat per l'Associació de Futbol de Trinitat i Tobago.
La lliga professional de Trinitat i Tobago fou creada el 1999.

## Competicions
- Lligues:
  - TT Pro League (primera divisió)

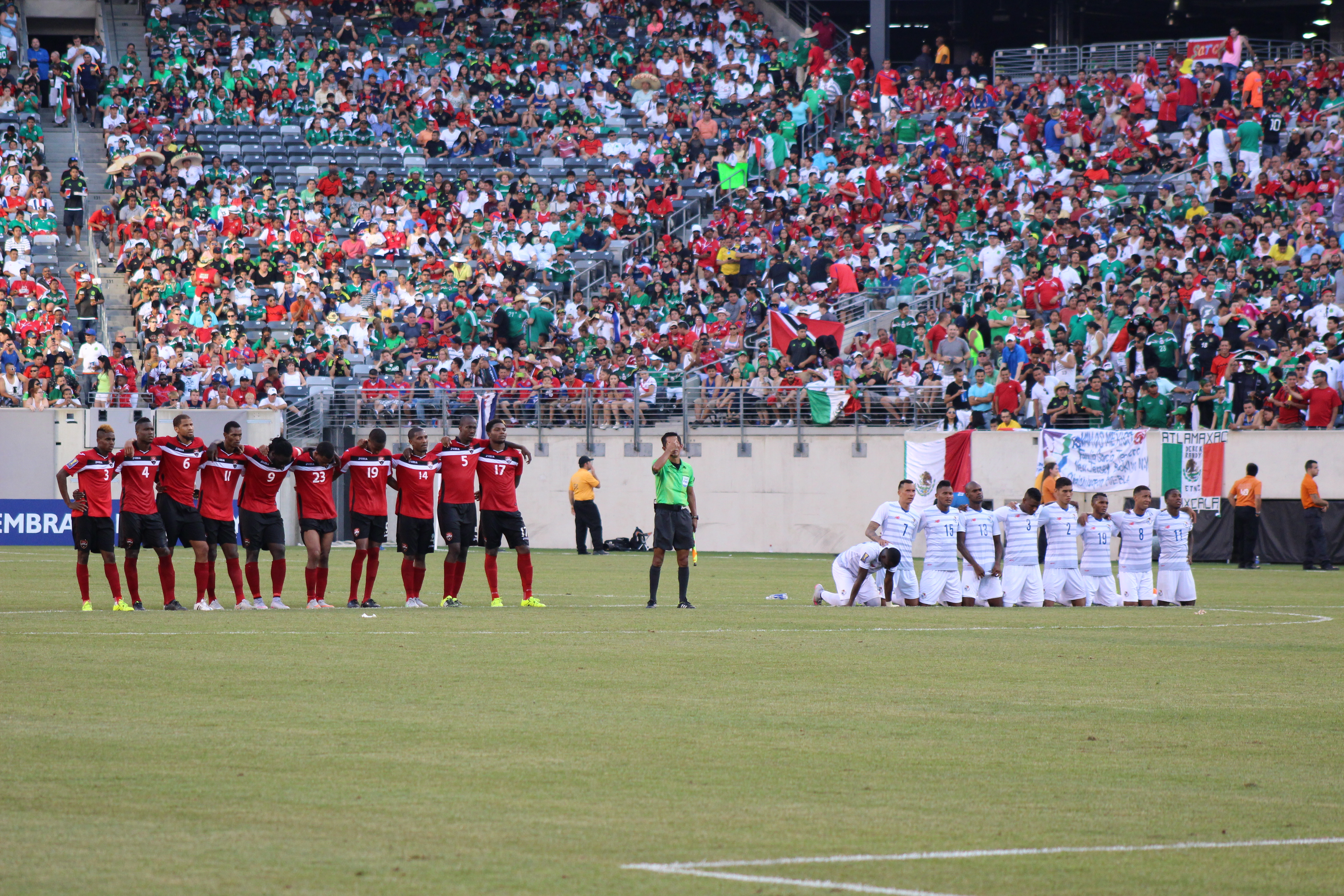
Seleccions de Trinitat i Tobago i Panamà el 2015.

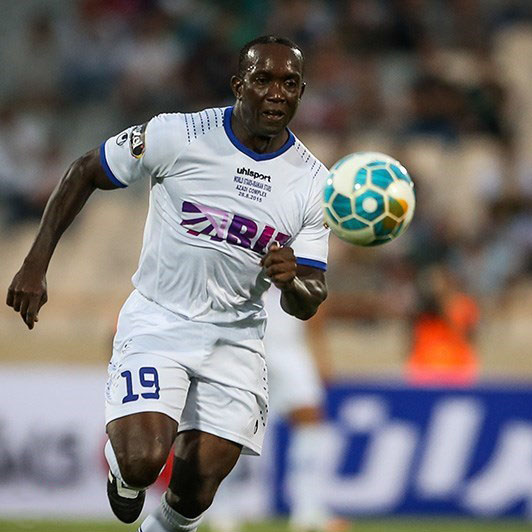
Dwight Yorke, el millor jugador de la història del país.

  - National Super League (segona divisió)[2]
  - Regional FA Leagues (tercera divisió)
  - Lliga de Port of Spain de futbol (desapareguda)

- Copes:
  - FA Trophy: Categories 1–3
  - TOYOTA Classic: Categories 1–2
  - First Citizens Cup: Categoria 1
  - Digicel Pro Bowl: Categoria 1
  - Lucozade Sport Goal Shield: Categoria 1
  - National Super League Cup: Categoria 2

## Principals clubs
Clubs amb més campionats nacionals a 2019.
- Defence Force Football Club
- W Connection Football Club
- San Juan Jabloteh Football Club
- Central Football Club
- Joe Public Football Club
- United Petrotrin FC
- Police Football Club
- North East Stars Football Club
- ASL Sports Club
- Morvant Caledonia United

## Jugadors destacats
Fonts:
Des de 1930
- Alfred Charles
- Arthur Maynard

Des de 1960
- Tyrone De La Bastide
- Lincoln Phillips

Des de 1970
- Warren Archibald
- Everald Cummings
- Steve David
- Leroy DeLeon
- Sammy Llewellyn

Des de 1990
- Arnold Dwarika
- Angus Eve
- Shaka Hislop
- Russell Latapy
- Dwight Yorke

Des de 2000
- Marvin Andrews
- Carlos Edwards
- Avery John
- Stern John
- Dennis Lawrence
- Jlloyd Samuel
- Densill Theobald

Des de 2010
- Justin Hoyte
- Kenwyne Jones

## Principals estadis

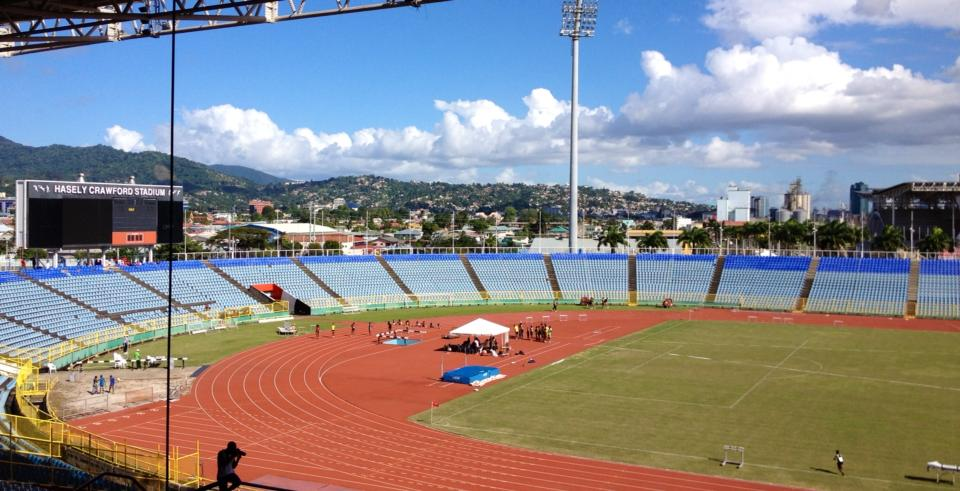
Hasely Crawford Stadium, seu de Defence Force, Police, San Juan Jabloteh, St. Ann's Rangers, i la selecció nacional.

| # | Estadi                  | Seu           | Capacitat |
| - | ----------------------- | ------------- | --------- |
| 1 | Hasely Crawford Stadium | Port of Spain | 27.000    |
| 2 | Queen's Park Oval       | Port of Spain | 25.000    |
| 3 | Ato Boldon Stadium      | Couva         | 10.000    |
| 4 | Larry Gomes Stadium     | Malabar       | 10.000    |
| 5 | Manny Ramjohn Stadium   | Marabella     | 10,000    |
| 6 | Palo Seco Velodrome     | Palo Seco     | 10,.000   |
| 7 | Arima Velodrome         | Arima         | 9.500     |
| 8 | Dwight Yorke Stadium    | Bacolet       | 7.500     |